# Halichoeres leucurus
Halichoeres leucurus (Walbaum, 1792) è un pesce di acqua salata appartenente alla famiglia Labridae.

## Distribuzione e habitat
Proviene dalle barriere coralline dell'ovest dell'oceano Pacifico, in particolare da Isole Yaeyama, Flores, Filippine, Palau e Nuova Guinea. Nuota in zone ricche di vegetazione acquatica e coralli, spesso costiere, fino a 15 m di profondità.

## Descrizione
Presenta un corpo leggermente compresso ai lati, allungato, con la testa dal profilo appuntito. La lunghezza massima registrata è di 13 cm. La pinna caudale ha il margine arrotondato, la pinna dorsale e la pinna anale sono basse e lunghe. La colorazione delle femmine è verde-grigiastra con strisce arancioni orizzontali; è presente una macchia scura sulla pinna dorsale e una più piccola sul peduncolo caudale.

## Biologia

### Comportamento
Non forma grandi banchi, spesso nuota in coppie o è solitario.

### Alimentazione
È carnivoro e le sue prede sono invertebrati acquatici di piccole dimensioni.

## Conservazione
Questa specie viene classificata come "a rischio minimo" (LC) dalla lista rossa IUCN perché non sembra essere minacciata da particolari pericoli ed è diffusa in diverse aree marine protette.